# اللجنة الوطنية لرعاية السجناء والمفرج عنهم وأسرهم
اللجنة الوطنية لرعاية السجناء والمفرج عنهم وأسرهم (تراحم)، هي لجنة سعودية خيرية تأسست بقرار مجلس الوزراء رقم 2 في 01 / 01 / 1422هـ، ويتولى رئاستها وزير الموارد البشرية والتنمية الاجتماعية، ويشترك في عضويتها مندوبون عن عدد من الجهات الحكومية والقطاع الخاص، وتستعين بالمختصين لتسيير عمل اللجنة سواء تطوعاً أو بمقابل مادي يدفع من صندوق اللجنة.

## أهداف اللجنة
1. المشاركة في تطوير البرامج داخل المؤسسات الإصلاحية والسجون.
2. اتخاذ الوسائل الكفيلة برعاية النزلاء وأسرهم.
3. اتخاذ الوسائل الكفيلة برعاية المفرج عنهم وأسرهم بما يحول دون عودتهم إلى الجريمة.
4. المساهمة في إجراء الدراسات العلمية المتخصصة التي تهتم بشؤون النزلاء والمفرج عنهم ورعاية أسرهم.
ومن أهداف اللجنة :

( بناء ) تعزيز البناء المؤسسي
1. القدرات التنظيمية
2. القدرات التقنية
3. قدرات الموارد البشرية
4. الاستدامة المالية

( شراكة ) بناء الشراكات وتطوير الأعمال
1. تطوير الأعمال
2. كفاءة وفاعلية     الشراكات

( تواصل ) رفع الوعي المجتمعي
1. الوعي المجتمعي بالمستفيد

( أثر ) تخفيض العودة للسجن
1. بحوث المستفيدين
2. عدم العودة

## وصلات خارجية
الموقع الرسمي.